# Córrego Figueirinha
O córrego Figueirinha é um curso de água que nasce e deságua no município brasileiro de Governador Valadares, no interior do estado de Minas Gerais. Origina-se no encontro dos córregos Palmital e da Moreira, em uma área preservada pelo Instituto Estadual de Florestas (IEF), vindo a interceder a zona urbana municipal até sua foz na margem esquerda do rio Doce.
Do córrego Figueirinha é extraída parte da água utilizada para o abastecimento público de Governador Valadares, juntamente com o rio Doce. Os mesmos cursos hídricos que suprem o município, no entanto, recebem a maioria do esgoto produzido pela cidade, além de despejos irregulares de resíduos sólidos. A maior parte das margens do córrego também apresenta carência de vegetação, contribuindo com sua degradação. Alguns trechos são canalizados, mas problemas com mau cheiro e enchentes são recorrentes.